# Cristina Valdivielso
Cristina Valdivielso es una actriz española que nació el 25 de mayo de 1997 en Madrid.

## Biografía
Comenzó como modelo fotográfico infantil en varias revistas como Crecer Feliz y Ser Padres, así como en varios catálogos y spot publicitarios.
Su primera aparición en TV fue en Javier ya no vive solo, protagonizada por Emilio Aragón, a la que después se sumaría su aportación a la serie Casi perfectos, entre otras.
Su última y más reciente actuación fue en la película hispano-argentina titulada Quiéreme, estrenada el 19 de octubre de 2007, representando el personaje de Amparo.
Es hermana de Nadia de Santiago, también actriz.

## Televisión
- Javier ya no vive solo (2002)
- El comisario (2003)
- Casi perfectos (2003-2004)
- El pasado es mañana (2005)

## Cine
- Quiéreme (Rodada en 2005 - 2006. Estrenada el 19 de octubre de 2007), de Beda Docampo Feijóo.